# Pimoa clavata
Pimoa clavata är en spindelart som beskrevs av Xu och Li 2007. Pimoa clavata ingår i släktet Pimoa och familjen Pimoidae. Inga underarter finns listade i Catalogue of Life.